# Paige Peterson
Paige Peterson est une actrice américaine née le 2 mai 1980 à Lawrence, dans le Kansas (États-Unis).

## Filmographie
- 1996 : Notre belle famille (Step by Step) (série télévisée) : Stephanie Leifer
- 1996 : Sauvés par le gong : la nouvelle classe (Saved by the Bell: The New Class) (série télévisée) : Amy Wright
- 1997 : La Fille de l'équipe (en) (Hang Time) (série télévisée) : Amy Wright
- 1997 : Meego (série télévisée) : Heather Thompson
- 1998 : Les Aventures fantastiques d'Allen Strange (The Journey of Allen Strange) (série télévisée) : Sarah
- 1999 : Undressed (série télévisée) : Wendy
- 2001 : Maybe It's Me (série télévisée) : Doreen
- 2002 : Time Changer : Cindy
- 2002 : Une nana au poil (The Hot Chick) : Jessica Cheer Girl
- 2003 : The Mullets (série télévisée) : Bikini Babe #1
- 2003 : Las Vegas (série télévisée) : Sexy Woman in Towel
- 2004 : Les Feux de l'amour (The Young and the Restless) (feuilleton TV) : Dancer 'Mindy'
- 2005 : Scrubs (série télévisée) : Cute Nurse
- 2005 : House of the Dead 2 (TV) : Tracy Leibowitz
- 2005 : Half and Half (série télévisée) : Dalis Temple
- 2006 : Cutting Room : Vanessa
- 2006 : The Playbook (série télévisée) : Hot woman
- 2006 : Des jours et des vies (Days of Our Lives) (feuilleton TV) : Dancer #2
- 2006 : Late Night Girls : Lisa
- 2007 : Universal Remote : White Singer
- 2007 : Saul of the Mole Men (série télévisée) : Lieutenant Jen E. James
- 2007 : Mon oncle Charlie (Two and a Half Men) (série télévisée) : Hooker
- 2007 : The Comebacks : Trotter Dancer
- 2008 : Spartatouille (Meet the Spartans) : Hot Orgy Girl
- 2008 : Breaking the Magicians' Code: Magic's Biggest Secrets Finally Revealed (émission TV) : Magician's Assistant